# Drapeau de Sainte-Lucie
Le drapeau de Sainte-Lucie est utilisé depuis le 1er mars 1967 bien qu'il ne fut adopté officiellement que le 22 février 1979. Il a été inventé par un artiste de l'île, Dunstan St. Omer, qui le décrit comme suit :
1. Sur un fond bleu, le motif est composé d'un triangle blanc et noir, sur la base desquels un triangle doré occupe la position centrale.
2. Les triangles sont superposés, le noir sur le blanc et le doré sur le noir. La figure noire ressemble à une pointe de flèche située en plein centre du drapeau.
3. La partie blanche du triangle forme un liseré sur le côté du triangle noir d'une largeur d'un pouce et demi. La distance entre les deux pointes des triangles blanc et noir est de quatre pouces.
4. Les triangles partagent la même base commune, dont le rapport avec la longueur du drapeau mesure un tiers.

Les significations du drapeau sont multiples. Le bleu azur représente la fidélité, mais également la couleur du ciel tropical ou celle de la mer des Caraïbes.
Les deux triangles évoquent les deux Pitons de Sainte-Lucie, qui émergent de la mer en direction du ciel, et par extension l'espoir et l'aspiration du peuple. Le Petit Piton est couleur d'or, couleur du soleil et de la prospérité ; le Gros Piton est composé de noir et de blanc, pour symboliser les deux influences historiques qui ne forment désormais plus qu'une seule culture. On constate que l'influence africaine prédomine sur l'influence européenne.

## Drapeau historique
L'ancien drapeau était composé du blue Ensign accompagné d'un blason qui représentait l'île vue par l'ouest où l'on distingue les deux pitons et le volcan Gimie. On aperçoit également une flotte abritée dans le port et deux forts à son entrée. En bas du cercle était écrit la devise "STATIO HAUD MALEFIDA CARINIS".
En 1939, le disque est remplacé par les armoiries du pays, à savoir les deux bambous accompagnés des deux fleurs de rose (Angleterre) et de deux fleurs de lys (France).
Par la suite, le nouveau drapeau fut utilisé dès 1967 mais la couleur du bleu était plus foncée. Le petit triangle était par ailleurs plus petit qu'à ce jour.

Ancien drapeau de 1875 à 1939
Ancien drapeau de 1939 à 1967
Ancien drapeau de 1967 à 1979
Ancien drapeau de 1979 à 2002 (couleurs modifiées)